# Helogenes castaneus
Helogenes castaneus är en fiskart som först beskrevs av Dahl, 1960.  Helogenes castaneus ingår i släktet Helogenes och familjen Cetopsidae. Inga underarter finns listade i Catalogue of Life.